# Ryttar-VM 1998
Ryttar-VM 1998 hölls i Rom, Italien från 1 oktober till 11 oktober 1998. Det var det tredje samlade Ryttar-VM som anordnades av FEI. Ryttare och kuskar från 42 länder gjorde upp om medaljerna i 11 grenar i fem sporter. Från början valdes Dublin som arrangörsstad men med ett år kvar till spelens början kollapsade den irländska organisationen och FEI fick leta efter en ny arrangör, Rom och Aachen var båda intresserade och fyra månader efter Dublins avhopp valdes Rom som arrangör. Distansritten bröts ut ur evenemanget och avgjordes i ett separat världsmästerskap i Förenade Arabemiraten. Trots den rekordkorta tiden som arrangörerna hade på sig så blev spelen både en sportslig och finansiell succé. Den lätt bedagade fotbollsarenan Stadio Flaminio var huvudarena.

## Grenar
| Dressyr     | Körning     | Fälttävlan  | Banhoppning | Voltige            |
| ----------- | ----------- | ----------- | ----------- | ------------------ |
| Individuell | Individuell | Individuell | Individuell | Herrar individuell |
| Individuell | Individuell | Individuell | Individuell | Damer individuell  |
| Lag         | Lag         | Lag         | Lag         | Lag                |

## Medaljer
Den slutgiltiga medaljfördelningen blev följande:

### Hoppning
| Gren                          | Guld | Guld | Silver | Silver | Brons | Brons |
| ----------------------------- | --- | --- | --- | --- | --- | --- |
| Individuell hoppning detaljer | Rodrigo Pessoa Gandini Lianos | Brasilien | Franke Sloothaak San Patrignano Joly                                                                                                | Tyskland | Willi Melliger Calvaro V | Schweiz |
| Lag hoppning detaljer         | Tyskland Lars Nieberg Loro Piana Esprit FRH Markus Beerbaum Lady Weingard Franke Sloothaak San Patrignano Joly Ludger Beerbaum P.S. Priamos | Tyskland Lars Nieberg Loro Piana Esprit FRH Markus Beerbaum Lady Weingard Franke Sloothaak San Patrignano Joly Ludger Beerbaum P.S. Priamos | Frankrike Alexandra Ledermann Rochet M Roger-Yves Bost Airborne Montecillo Eric Navet Atout d'Isigny Thierry Pomel Thor des Chaines | Frankrike Alexandra Ledermann Rochet M Roger-Yves Bost Airborne Montecillo Eric Navet Atout d'Isigny Thierry Pomel Thor des Chaines | Storbritannien Diane Lampard Abbervail Dream Geoff Billington Virtual Village It's Otto Nick Skelton Virtual Village Hopes are H. John Whitaker Virtual Village Heyman | Storbritannien Diane Lampard Abbervail Dream Geoff Billington Virtual Village It's Otto Nick Skelton Virtual Village Hopes are H. John Whitaker Virtual Village Heyman |

### Dressyr
| Gren                         | Guld | Guld | Silver | Silver | Brons | Brons |
| ---------------------------- | --- | --- | --- | --- | --- | --- |
| Individuell dressyr detaljer | Isabell Werth Nissan Gigolo FRH                                                                                   | Tyskland | Anky van Grunsven Gestion Bonfire | Nederländerna | Louise Nathhorst LRF Walk on Top | Sverige |
| Lag dressyr detaljer         | Tyskland Isabell Werth Nissan Gigolo FRH Karin Rehbein Donnerhall Nadine Capellmann Gracioso Ulla Salzgeber Rusty | Tyskland Isabell Werth Nissan Gigolo FRH Karin Rehbein Donnerhall Nadine Capellmann Gracioso Ulla Salzgeber Rusty | Nederländerna Anky van Grunsven Gestion Bonfire Coby van Baalen Olympic Ferro Ellen Bontje Olympic Gestion Silvano N Gonnelien Rothenberger Olympic Dondolo | Nederländerna Anky van Grunsven Gestion Bonfire Coby van Baalen Olympic Ferro Ellen Bontje Olympic Gestion Silvano N Gonnelien Rothenberger Olympic Dondolo | Sverige Louise Nathhorst LRF Walk on Top Ulla Håkansson Flyinge Bobby Annette Solmell Flyinge Strauss 689 Jan Brink Björsell's Fontana | Sverige Louise Nathhorst LRF Walk on Top Ulla Håkansson Flyinge Bobby Annette Solmell Flyinge Strauss 689 Jan Brink Björsell's Fontana |

### Fälttävlan
| Gren                            | Guld | Guld | Silver | Silver | Brons | Brons |
| ------------------------------- | --- | --- | --- | --- | --- | --- |
| Individuell fälttävlan detaljer | Blyth Tait Ready Teddy                                                                                       | Nya Zeeland                                                                                                  | Mark Todd Broadcast News | Nya Zeeland | Paula Törnqvist SAS Monaghan                                                                                               | Sverige |
| Lag fälttävlan detaljer         | Nya Zeeland Blyth Tait Ready Teddy Mark Todd Broadcast News Vaughn Jefferis Bounce Sally Clark Squirrel Hill | Nya Zeeland Blyth Tait Ready Teddy Mark Todd Broadcast News Vaughn Jefferis Bounce Sally Clark Squirrel Hill | Frankrike Marie-Christine Duroy Summer Song GB Rodolphe Scherer Bambi de Bri?re Jean Lou Bigot Twist de la Beige HN Philippe Mull Viens du Frêne ENE HN | Frankrike Marie-Christine Duroy Summer Song GB Rodolphe Scherer Bambi de Bri?re Jean Lou Bigot Twist de la Beige HN Philippe Mull Viens du Frêne ENE HN | Storbritannien Polly Phillipps Coral Cover Gary Parsonage Magic Rogue Nigel Taylor The Frenchmann II Karen Dixon Too Smart | Storbritannien Polly Phillipps Coral Cover Gary Parsonage Magic Rogue Nigel Taylor The Frenchmann II Karen Dixon Too Smart |

### Körning
| Gren                         | Guld                                                         | Guld                                                         | Silver                                                   | Silver                                                   | Brons                                                    | Brons                                                    |
| ---------------------------- | ------------------------------------------------------------ | ------------------------------------------------------------ | -------------------------------------------------------- | -------------------------------------------------------- | -------------------------------------------------------- | -------------------------------------------------------- |
| Individuell körning detaljer | Ulrich Werner                                                | Schweiz                                                      | Michael Freund                                           | Tyskland                                                 | Ton Monhemius                                            | Nederländerna                                            |
| Lag körning detaljer         | Nederländerna Ton Monhemius Ijsbrand Chardon Harry de Ruyter | Nederländerna Ton Monhemius Ijsbrand Chardon Harry de Ruyter | Tyskland Michael Freund Christoph Sandmann Helmet Rolfes | Tyskland Michael Freund Christoph Sandmann Helmet Rolfes | Sverige Jan-Erik Påhlsson Fredrik Persson Tomas Eriksson | Sverige Jan-Erik Påhlsson Fredrik Persson Tomas Eriksson |

### Voltige
| Gren                                | Guld          | Guld     | Silver        | Silver    | Brons             | Brons    |
| ----------------------------------- | ------------- | -------- | ------------- | --------- | ----------------- | -------- |
| Individuell voltige herrar detaljer | Devon Maitozo | USA      | Matthias Lang | Frankrike | Henrik Ossenbrink | Tyskland |
| Individuell voltige damer detaljer  | Nadia Zülow   | Tyskland | Kerrith Lemon | USA       | Janine Oswald     | Tyskland |
| Lag voltige detaljer                | Tyskland      | Tyskland | Schweiz       | Schweiz   | USA               | USA      |